# موش جنگلی دشتی میندانائو
موش جنگلی دشتی میندانائو (نام علمی: Apomys littoralis) نام یک گونه از سرده موش‌های جنگلی فیلیپین است.